# 수화물차
수화물차(輸貨物車)는 시멘트포대나 곡물가루, 신문 등을 철도로 운반할 때 사용되는 차량이다. 소화물 운송 사업에 사용되었기에 소화물차(小貨物車)로도 불렸다.

## 개요
수화물차는 주로 철도 교통이 도로 교통보다 발달한 지역에서 운행한다. 화차와는 달리 주로 민생(民生)에 필요한 물자를 나른다.
소화물 사업은 대한민국에서 도로를 이용한 택배가 활성화함에 따라 수요가 급감하여, 2006년 5월 1일 폐지되었다. 철도를 이용한 우편 운송 제도는 조금 뒤인 2006년 5월 24일 폐지되었으나, 2018년 7월 16일 무궁화호를 이용한 우편 수송이 작은 규모로 재개되었다.

## 종류

### 수화물차
- 거다수·나다수1형 객차: 2등 객차와 3등 객차에 편성되던 경수화물차이다. 1932년, 1934년, 1937년에 각 3량씩 제작되었다.
- 일제강점기 도입 객차 (수2·3·4·5형): 한반도에서는 1911년에 2량, 1913년에 3량, 1914년에 6량, 1916년에 1량, 1917년에 8량, 1920년에 3량, 1921년에 3량, 1924년에 6량, 1925년에 3량, 1938년에 2량이 제작되었다. 일본에서는 1921년에 1량을, 1930년대에 16123호, 16404호, 16409호, 16410호, 16417호를 도입하였다.
- 1950년대 도입 객차: 해방 이후 1951년에 일본에서 16301~16313호를 도입하였다.
- 1960년대 도입 객차: 1965년 이후 인천공작창에서 생산하였다. 차량 번호는 16131~16140호, 16141~16146호이다. 1968년에는 약간 개량된 차량을 추가로 제작하였다.
- 1990년대 도입 객차: 1998년에 71량, 1999년에 37량 16001~16011호를 도입되었다.[5]

### 수화물 우편차
- 거다우·나수우1형 객차: 2등 객차와 3등 객차에 편성되던 경수화물우편차이다. 1932년 2량이 제작되었다.
- 다수우객차: 일제강점기에는 3등 열차에 편성하다가 1960년대 이후 들어서는 통일호와 비둘기호에 편성하던 객차다. 객차의 반은 수화물이나 우편을 취급하고 나머지 반에는 여객용 좌석이 있는 형식과, 객차의 반이 수화물 칸이고 또 반이 우편 칸인 형식이 있었다. 한반도에서는 1913년에 1량, 1916년에 1량, 1922년에 4량, 1923년에 3량, 1924년에 2량이 제작되었다. 이후 일본에서 1940년에 제작한 것을 들여와 사용하였다. 1962년과 1965년에 인천공작창에서 국산화한 것을 생산하였다. 1965년에는 인천공작창에서 15301~15310호를 생산하였는데, 이 객차는 차량의 절반 부분이 수화물과 우편 용도이고 나머지가 객실로 이루어진 차량이다.

### 우편차

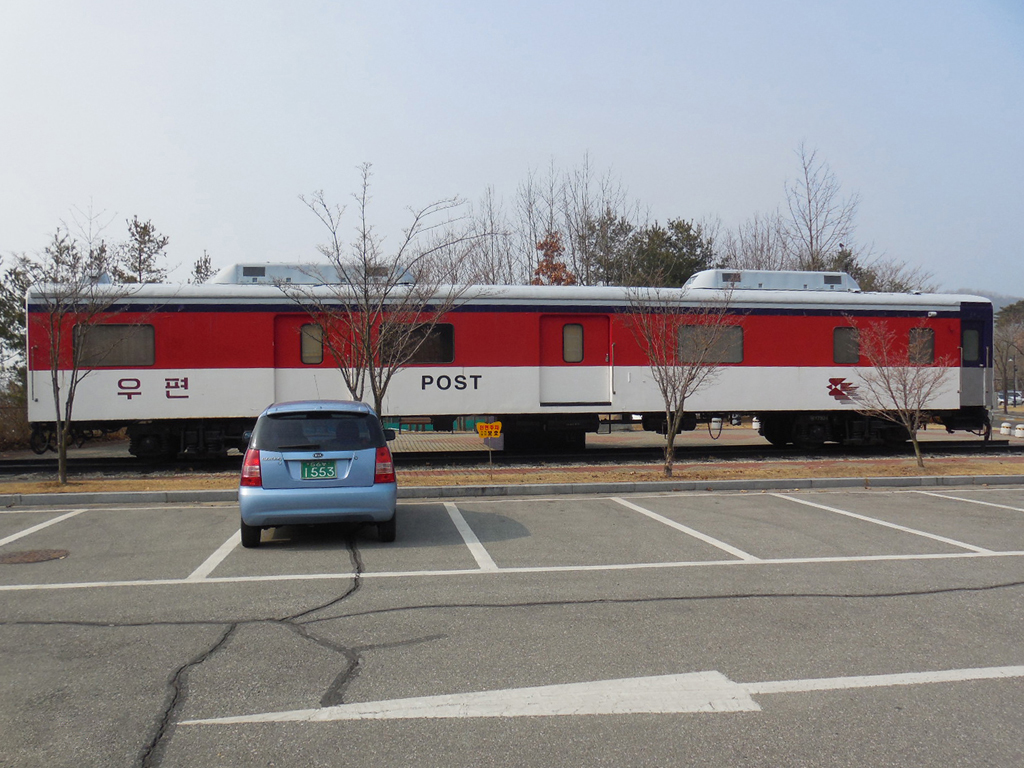
우편차 17934호

- 1970년대 도입 객차: 1972년에 체신부에서 우편 운송 전용 객차를 도입하기로 하였다. 체신부는 한국기계공업에 우편차 제작을 계약하여, 17901~17902호를 생산하여 1973년 2월 24일 처음으로 운행하였다. 계속해서 1974년 2월 22일 17903~17904호를, 1975년 3월 28일 17905~17906호를 도입하였다.
- 1990년대 도입 객차: 1993년부터 1996년까지 한진중공업에서 17911~17934호를 제작하였다. 2006년 5월 24일 철도 우편 운송 제도가 중지되며 내구 연한이 남은 차량은 방치되었다. 일부 차량이 관광열차로 개조되었으며 운행하였으나 폐차되었고, 그 중 16008호는 2018년 우편차로 재개조되어 부활한 우편 운송제도에 사용되고 있었으나 2021년 폐지되었다.

## 개조
1990년대에 생산되어서 내구 연한이 남은 차량이 2006년 소화물 취급 제도의 폐지로 방치되고 있었다. 2011년 당시 164량이 남아 있었으며, 56량은 침식차로 개조되었으나 108량은 사용되지 못하였다. 11330~11332호의 3량이 관광 열차인 백두대간협곡열차로, 16001~16011호 중 4량이 에코레일 자전거열차로 개조되었다. 에코레일 중 16008호는 2018년 우편차로 다시 개조되었다.

## 보존
- 16161호: 경상북도 청도군 프로방스온천에서 ‘공예방’으로 운영되고 있다.
- 17903호: 수도권철도차량정비단 용산기지에 원형 그대로 방치되고 있었으나, 2012년 이후에 사라졌다.
- 17934호: 충청남도 천안시 우정박물관에서 전시관으로 원형을 보존한 채 활용되고 있다.
- 230052호: 서울특별시 용산구 경의선숲길에 전시관으로 조성되었다.
- 290508호: 영동선 동해역에 대차가 제거된 채로 방치되고 있다.